# Шампань (коктейль)
Шампань (англ. Champagne cocktail) — коктейль на основі шампанського, бренді і бітера «Ангостура». Класифікується як газований коктейль. Належить до офіційних напоїв Міжнародної асоціації барменів, категорія «Сучасна класика» (англ. Contemporary classics).

## Спосіб приготування
Склад коктейлю «Champagne»:
- шампанське (охолоджене) — 90 мл (9 cl),
- бренді (або коньяк) — 10 мл (1 cl),
- бітер «Ангостура» — 2 деш (2 краплі),
- цукор — 1 шматок,
- апельсин — одна часточка,
- коктейльна вишня — 1 штука.